# Driopea cyrtomera
Driopea cyrtomera là một loài bọ cánh cứng trong họ Cerambycidae.